# Skvalan
Skvalan je organsko jedinjenje, koje sadrži 30 atoma ugljenika i ima molekulsku masu od 422,813 . Skvalan predstavlja zasićeni derivat skvalena

## Osobine
| Osobina                  | Vrednost |
| ------------------------ | -------- |
| Broj akceptora vodonika  | 0        |
| Broj donora vodonika     | 0        |
| Broj rotacionih veza     | 21       |
| Particioni koeficijent ( | 12,8     |
| Rastvorljivost (logS, log(mol/L))       | -13,2    |
| Polarna površina (PSA, Å2)  | 0,0      |

## Primena
Skvalan ima veliku primenu u kozmetičkoj industriji, prvenstveno u proizvodima koji se koriste za hidrataciju kože, kao i za čišćenje akni. 

## Literatura
- Clayden, Jonathan; Greeves, Nick; Warren, Stuart; Wothers, Peter (2001). Organic Chemistry (I изд.). Oxford University Press. ISBN 978-0-19-850346-0.
- Smith, Michael B.; March, Jerry (2007). Advanced Organic Chemistry: Reactions, Mechanisms, and Structure (6th изд.). New York: Wiley-Interscience. ISBN 0-471-72091-7.